# Pecorino del pastore
Il pecorino del pastore è un formaggio a pasta semidura prodotto esclusivamente con latte di pecora e caglio naturale. È tipico dell'Emilia-Romagna, in particolare della fascia collinare e montana delle province di Forli-Cesena, Ravenna, Rimini e Bologna, dove è inserito nell'elenco regionale dei prodotti agroalimentari tradizionali (P.A.T.).

## Produzione
Per la produzione si utilizza latte intero di ovino crudo (con l’eventuale aggiunta di fermenti lattici selezionati) o pastorizzato, a cui si aggiunge caglio di vitello liquido o in polvere. 
A seconda del tipo di lavorazione, la cagliata viene rotta fino a raggiungere dimensioni che possono variare dal chicco di riso alla nocciola. Il prodotto della cagliata viene poi versato in appositi contenitori di forma circolare, per ottenere delle formaggette da 1,5 kg circa. 
Si procede quindi alla salatura a secco, a cui segue la stagionatura in ambienti appositi per un periodo che può variare dai 15 giorni ai 4-8 mesi. 
Il formaggio ottenuto è caratterizzato da una pasta di colore giallo paglierino, compatta e resistente al taglio, mentre la superficie esterna è protetta con olio di oliva o con conserve di pomodoro. Ha un sapore fragrante, più dolce rispetto agli altri pecorini.

## Storia
Nel I secolo d.C. scritti di Plinio il Vecchio citano il formaggio pecorino “sarsinate”, ossia proveniente dalla zona di Sarsina. Dopo una forte riduzione dell'attività pastorizia in Romagna, la produzione ha avuto nuovo vigore a partire dagli anni Cinquanta del Novecento in seguito all’insediamento di allevatori di origine sarda.

## Utilizzo
Il pecorino è stato un  formaggio assai diffuso nella cucina romagnola. Diversi piatti tipici, in cui oggi si usa mettere il parmigiano, originariamente prevedevano l'uso del pecorino a lunga stagionatura.
Il pecorino semi-fresco, invece, si usa come formaggio da tavola, accompagnato alle pere e in genere abbinato a vini rossi corposi e maturi come il Sangiovese. .